# Bayer 04 Leverkusen
O Bayer 04 Leverkusen Fußball GmbH, também conhecido como Bayer 04 Leverkusen, Bayer Leverkusen, ou simplesmente Leverkusen, é um clube de futebol alemão sediado em Leverkusen, na Renânia do Norte-Vestefália. O Bayer Leverkusen foi fundado em 1904 por funcionários da empresa farmacêutica alemã Bayer, cuja sede é em Leverkusen e da qual deriva o seu nome. Atualmente disputa a Bundesliga, a primeira divisão do futebol alemão, mandando os seus jogos na BayArena com capacidade para mais de 30.000 pessoas.
O clube foi anteriormente o departamento mais conhecido do TSV Bayer 04 Leverkusen, um clube esportivo cujos membros também participam de atletismo, ginástica, basquete, handebol de campo e outros esportes. Em 1999, o departamento de futebol foi separado do clube esportivo e agora é uma entidade separada formalmente chamada Bayer 04 Leverkusen GmbH.
O Bayer Leverkusen ostenta como principais conquistas um título invicto da Bundesliga em 2023–24, duas Copa da Alemanha em 1992–93 e 2023–24 e uma Supercopa da Alemanha em 2024. O clube também é, ao lado do Bayern de Munique, o único a ter uma tríplice coroa doméstica, conquistada na temporada de 2023–24. Em nível continental, já venceu uma Copa da UEFA em 1987–88.
Em 22 de maio de 2024, ao perder a final da Liga Europa da UEFA de 2023–24, o clube encerrou um recorde de 51 jogos invictos (42 vitórias e 9 empates), sendo o terceiro maior período de invencibilidade de todo o futebol europeu.

## História

### Origens e primeiros anos
Em 27 de novembro de 1903, Wilhelm Hauschild escreveu uma carta - assinada por 170 de seus colegas de trabalho - para seu empregador, a Friedrich Bayer and Co., buscando o apoio da empresa na criação de um clube esportivo. A empresa concordou em apoiar a iniciativa e, em 1º de julho de 1904, foi fundada o Turn- und Spielverein Bayer 04 Leverkusen. Em 31 de maio de 1907, um departamento de futebol foi formado dentro do clube.
Na cultura do esporte na Alemanha na época, havia animosidade significativa entre ginastas e outros tipos de atletas. Tal fato acabou por contribuir para uma divisão dentro do clube: em 8 de junho de 1928, os futebolistas formaram uma associação separada - Sportvereinigung Bayer 04 Leverkusen - que também incluiu os jogadores de handebol e faustebol além dos atletas do atletismo e do boxe, enquanto os ginastas continuaram no TuS Bayer 04 Leverkusen. O SV Bayer 04 Leverkusen levou consigo as cores tradicionais do clube, vermelho e preto, com as ginastas a adotar o azul e o amarelo.
Durante este período, e nos anos 1930, o SV Bayer 04 Leverkusen jogou na terceira e quarta divisão da Alemanha. Em 1936, eles ganharam a promoção para a segunda maior divisão do período. Esse também foi o ano em que o clube usou o familiar "Bayer" pela primeira vez. Eles fizeram sua primeira aparição em um jogo de uma liga do topo em 1951, jogando na Oberliga West. Eles jogaram nessa divisão até 1956, quando foram rebaixados.
O SV Bayer 04 Leverkusen não regressaria às ligas superiores até 1962, apenas uma época antes da formação da nova liga profissional alemã, a Bundesliga. No ano seguinte, eles participaram da Regionalliga West, uma liga de nível II, onde suas atuações nas próximas temporadas os deixaram bem abaixo da tabela classificativa.

### 2. Bundesliga para a Bundesliga, Taça UEFA e DFB-Pokal
O SV Bayer 04 Leverkusen fez uma grande reviravolta em 1968 ao vencer o título da divisão, mas não conseguiu avançar nos playoffs para conseguir a vaga na primeira divisão. O clube foi rebaixado novamente em 1973, mas fez um rápido retorno ao que agora era chamado de 2. Bundesliga depois de apenas uma temporada passada na terceira divisão. Quatro anos depois, o clube garantiu um lugar na Bundesliga na temporada 1979-80.
Em meados da década de 1980, o Bayer Leverkusen começou a terminar os campeonatos na metade superior da tabela e se estabeleceu no final da década. Foi durante este tempo, em 1984, que as duas metades do clube que se separaram mais de meio século antes foram reunidas sob o nome de TSV Bayer 04 Leverkusen e.V.
Além de se tornar um time estabelecido da Bundesliga, o clube ganhou seu primeiro título em uma dramática vitória na final da Copa da UEFA de 1987–88. Perdendo por 3-0 para Espanyol após o primeiro jogo da final, o Bayer Leverkusen ganha a segunda partida pelo mesmo placar, e vence o título nos pênaltis por 3-2.
No mesmo ano, o executivo de longa data do Bayer Leverkusen, Reiner Calmund, tornou-se o gerente geral do clube. Este é considerado um dos movimentos mais importantes na história do clube, com Calmund inaugurando uma década e meia dos maiores sucessos do clube através de aquisições perspicazes.
Após a reunificação alemã em 1990, Reiner Calmund foi rápido em contratar as estrelas da Alemanha Oriental: Ulf Kirsten, Andreas Thom e Jens Melzig. Os três jogadores se tornariam favoritos imediatos dos fãs e contribuiriam significativamente para o time. Calmund também estabeleceu contatos inovadores no futebol brasileiro, fazendo amizade com Juan Figer, um dos agentes de jogadores mais poderosos do pais. Nos anos seguintes, estrelas emergentes como Jorginho e Paulo Sérgio, se juntaram ao time. O clube também contratou jogadores carismáticos, como Bernd Schuster e Rudi Völler, ajudando a garantir a popularidade e o crescente sucesso da equipe.
O clube conquistou seu próximo título em 1993 com uma vitória por 1-0 sobre o Hertha Berlin na final da DFB-Pokal.
Depois de um desastre em 1996, quando o clube lutou contra o rebaixamento, o Bayer Leverkusen estabeleceu-se como um poderoso time, oferecendo um estilo de jogo ofensivo sob o comando do novo técnico Christoph Daum, que também foi auxiliado pela contratação de jogadores como Lúcio. Emerson, Zé Roberto e Michael Ballack. Daum foi mais tarde despedido por um escândalo de cocaína que também lhe custou a ascensão ao papel de técnico da seleção alemã.

### Os quase campeões
A equipe conquistou uma série de quatro vice-campeonatos entre 1997 e 2002. Os resultados de 2000 e 2002 foram de partir o coração dos torcedores, já que em ambas as ocasiões o time tinha o título da Bundesliga ao seu alcance. Em 2000, o Bayer Leverkusen precisava apenas de um empate contra o SpVgg Unterhaching para conquistar o título, mas um gol contra de Michael Ballack ajudou a equipe a ser derrotada por 2-0. Dois anos depois, o clube perdeu uma vantagem de cinco pontos, perdendo dois de seus últimos três jogos. 
A temporada de 2002 foi apelidada de "Treble Horror", pois além de perder a Bundesliga, o Bayer Leverkusen também foi derrotado por 4-2 na final da DFB-Pokal pelo Schalke 04 e perdeu a final da Liga dos Campeões da UEFA por 2-1 para o Real Madrid. a mídia os apelidou de "Neverkusen" devido aos fracassos esportivos. O Leverkusen foi o primeiro time a chegar à final da Liga dos Campeões sem nunca ter vencido um campeonato nacional.

### Anos recentes
O clube passou por uma reversão surpreendente na temporada seguinte. O time perdeu as influentes estrelas do meio-campo Michael Ballack e Zé Roberto para o rival Bayern de Munique. A equipe, em seguida, flertou com o rebaixamento durante a maior parte da temporada, levando à demissão de Klaus Toppmöller, que havia treinado a equipe durante o ano mais bem sucedido, ele foi substituído pelo inexperiente Thomas Hörster. O carismático treinador Klaus Augenthaler tomou as rédeas nos dois últimos jogos do campeonato e ajudou a evitar o desastre com uma vitória sobre o Nürnberg. Ele então levou o Bayer Leverkusen para o terceiro lugar e uma vaga na Liga dos Campeões no ano seguinte.
Na temporada seguinte, na Liga dos Campeões, o clube conseguiu se vingar do Real Madrid, abrindo sua campanha na fase de grupos com uma vitória por 3 x 0 sobre os gigantes espanhóis, ajudando o Leverkusen a vencer o grupo. No entanto, eles foram derrotados na primeira rodada eliminatória pelo eventual campeão, Liverpool. O clube terminou em sexto na Bundesliga de 2004-05 e se qualificou para a Copa da UEFA da próxima temporada.
No início de 2005, Augenthaler foi despedido após o clube ter seu pior inicio na Bundesliga em 20 anos, com apenas uma vitória em seus primeiros quatro jogos da Liga e uma derrota por 1-0 para o CSKA Sofia na Copa da UEFA. O ex-técnico da seleção alemã, Rudi Völler, que havia sido nomeado diretor esportivo antes da temporada, assumiu cinco partidas como técnico interino. Michael Skibbe, que foi assistente de Völler na seleção, foi nomeado como seu sucessor em Outubro de 2005. Skibbe transformou a temporada do Leverkusen e levou o clube ao sexto lugar da Bundesliga de 2006, conquistando mais uma vaga na Copa da UEFA e repetindo a façanha com o quinto lugar da Bundesliga em 2007.
A temporada de 2007-08 não foi bem sucedida para o Leverkusen, apesar de um bom início de temporada; cinco dos últimos dez jogos da liga foram perdidos para os clubes na metade inferior da tabela. Michael Skibbe foi demitido em 21 de maio de 2008, com os dirigentes do clube afirmando que a sua saída foi devido ao fracasso em se qualificar para a fase de grupos da Copa da UEFA.
A temporada de 2008-2009 teve um grande começo para o Bayer Leverkusen sob o comando do novo técnico Bruno Labbadia. Com o passar da temporada, no entanto, a equipe não conseguiu nenhuma vitória contra os principais clubes da Bundesliga. Apesar disso, o Leverkusen conseguiu chegar à final da DFB-Pokal em 30 de maio de 2009 em Berlim, mas perdeu por 0-1 para o Werder Bremen. O Leverkusen terminou a temporada em nono lugar na tabela na Bundesliga e Labbadia mudou-se para o Hamburger SV em junho de 2009.

### Campeão pela primeira vez
Em 14 de abril de 2024, o Bayer Leverkusen conquistou, com cinco rodadas de antecedência, o primeiro título da Bundesliga da sua história ao golear o Werder Bremen por 5 a 0. Com esse título encerrando uma hegemonia do Bayern de Munique de 11 títulos seguidos.  A campanha terminou com 90 pontos, com 28 vitórias, seis empates e nenhuma derrota. Além disso, anotaram em 89 oportunidades e sofreu 24 gols. O time é o primeiro campeão invicto da história da Bundesliga.
Xabi Alonso foi a principal figura desta conquista, ao assumir o time na temporada 2022/23 na vice-lanterna da Bundesliga e construiu um time impecável desde então. Contudo outros grandes destaques na campanha foram Alejandro Grimaldo, Jeremie Frimpong, Victor Boniface, Granit Xhaka e Florian Wirtz.
Com um estilo de jogo focado no sistema tático utilizado por Xabi Alonso, com três zagueiros,  3-4-2-1 distribui o time com jogadores em zonas que geram incômodo às costas do volante adversário ou o espaço conhecido por entrelinhas, entre meio-campo e defesa. Os alas também são um dos pontos fortes do time, Frimpong e Grimaldo mostraram jogadas onde partiam da defesa e chegando à linha de fundo com força e competência. Outra força veio da juventude, prova disso é a quantidade de jovens jogadores que compuseram o elenco com apenas 10 dos 30 jogadores do grupo têm idade superior a 25 anos.

## Cultura do clube

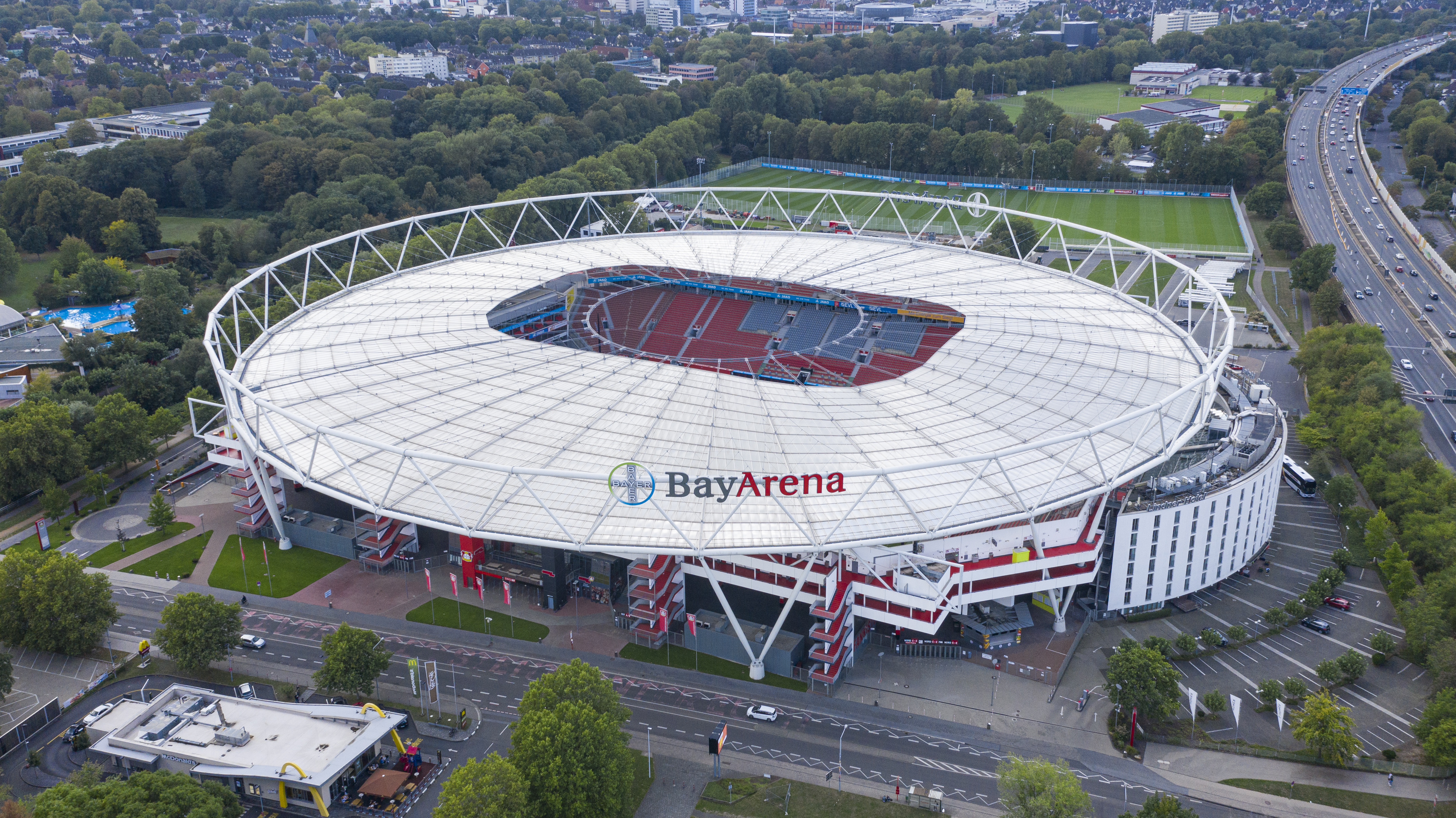
BayArena, o estádio do Bayer Leverkusen

Em contraste com muitos outros clubes de futebol alemães, que mantêm laços estreitos com suas raízes da classe trabalhadora, o Bayer Leverkusen busca uma imagem limpa e familiar. A BayArena tem a reputação de ser um dos estádios de futebol mais amigáveis para a família na Alemanha. Ironicamente, o Bayer 04 foi o primeiro clube da Bundesliga cujos fãs se identificaram como ultras e a cidade de Leverkusen é uma das antigas cidades industriais da Alemanha.
O Bayer Leverkusen é percebida por alguns como tendo um problema de imagem em andamento de um tipo diferente. Apesar de serem um clube financeiramente saudável e estável, muitos torcedores dos tradicionais clubes denunciam o Bayer Leverkusen como um "clube de plástico" sem tradições ou uma base de fãs comprometida, existindo apenas como uma criação de seu rico patrocinador - Bayer AG. Como resultado, o clube e seus fãs começaram a enfatizar suas origens industriais com orgulho, chamando-se "Werkself" ("Equipe de fábrica" ou "Onze da Fábrica").
As origens corporativas do Bayer Leverkusen, no entanto, estão longe de serem únicas. Outros clubes, incluindo o Wolfsburg, PSV, Carl Zeiss Jena e Sochaux, compartilham uma reputação semelhante de serem clubes empresas. Diferentemente das várias equipes da Red Bull (Salzburg, New York e Leipzig) que foram estabelecidas ou redefinidas no passado recente, principalmente por razões comerciais, a formação da Bayer Leverkusen foi motivada pela ideia de promover as condições de vida dos operários locais no início do século XX. Tendo em conta esta tradição, a UEFA permite ao Bayer Leverkusen utilizar a marca Bayer nas competições europeias, ao mesmo tempo que não admite práticas de atribuição de nomes como o Red Bull Salzburg.

## Rivalidades
Além das rivalidades já citadas com as equipes do 1.FC Köln, Borussia Mönchengladbach e principalmente o Fortuna Düsseldorf
O Bayer Leverkusen também desenvolveu forte rivalidade com o Bayern de Munique

## Títulos

### Títulos oficiais
| CONTINENTAIS | CONTINENTAIS          | CONTINENTAIS | CONTINENTAIS                |
|              | Competição            | Títulos      | Temporadas                  |
| ------------ | --------------------- | ------------ | --------------------------- |
|              | Copa da UEFA          | 1            | 1987–88                     |
| NACIONAIS    |                       |              |                             |
|              | Competição            | Títulos      | Temporadas                  |
|              | Campeonato Alemão     | 1            | 2023–24                     |
|              | Copa da Alemanha      | 2            | 1992–93 e 2023–24           |
|              | Supercopa da Alemanha | 1            | 2024                        |
|              | 2. Bundesliga         | 1            | 1978–79                     |
| TOTAL        |                       |              |                             |
|              | Conquistas            | Totais       | Categorias                  |
|              | Títulos Oficiais      | 6            | 1 Continental e 5 Nacionais |

Legenda
 Campeão invicto

### Outras conquistas
| COMPETIÇÕES AMISTOSAS | COMPETIÇÕES AMISTOSAS                          | COMPETIÇÕES AMISTOSAS | COMPETIÇÕES AMISTOSAS |
|                       | Competição                                     | Títulos               | Temporadas            |
| --------------------- | ---------------------------------------------- | --------------------- | --------------------- |
|                       | Torneio Internacional de Futebol de Maspalomas | 3                     | 1989, 2001 e 2005     |
|                       | Troféu Cidade de Oviedo                        | 1                     | 1990                  |
|                       | Troféu Cidade de Palma de Mallorca             | 1                     | 1998                  |
|                       | Copa Haldengut                                 | 1                     | 2001                  |

| CATEGORIAS DE BASE | CATEGORIAS DE BASE             | CATEGORIAS DE BASE | CATEGORIAS DE BASE         |
|                    | Competição                     | Títulos            | Temporadas                 |
| ------------------ | ------------------------------ | ------------------ | -------------------------- |
|                    | A-Junioren Bundesliga (Sub-19) | 3                  | 1985–86, 1999–00 e 2006–07 |
|                    | B-Junioren Bundesliga (Sub-17) | 2                  | 1991–92, 2015–16           |
|                    | Under 19 Bundesliga West       | 3                  | 2006–07, 2009–10 e 2010–11 |
|                    | Under 17 Bundesliga West       | 1                  | 2009–10                    |

| FUTEBOL FEMININO | FUTEBOL FEMININO     | FUTEBOL FEMININO | FUTEBOL FEMININO |
|                  | Competição           | Títulos          | Temporadas       |
| ---------------- | -------------------- | ---------------- | ---------------- |
|                  | 2. Bundesliga Frauen | 1                | 2009–10          |

## Elenco atual
Última atualização: 15 de julho de 2025 

## Ídolos e artilharia

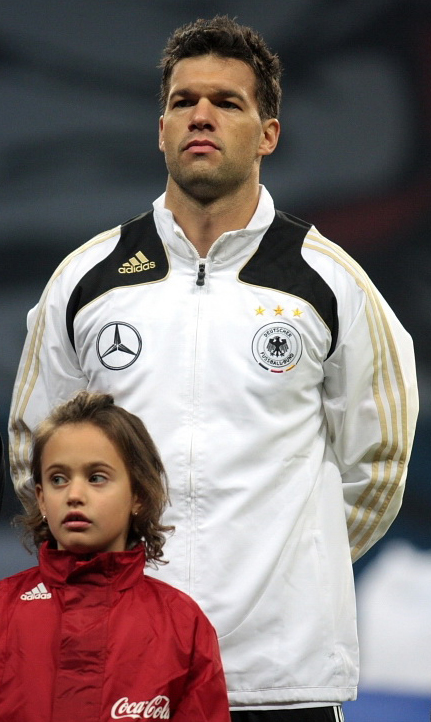
Michael Ballack, um dos maiores ídolos do Leverkusen, com a seleção alemã em 2009.

O goleiro alemão Rüdiger Vollborn, que jogou pelo clube da temporada de 1982/83 até a temporada de 1998/99, foi titular da equipe nas duas únicas conquistas do Bayer e entrou para história sendo considerado pela torcida o melhor jogador na posição até hoje.
Os três anos em que atuou pelo Bayer (1989 a 1992) foram suficientes para o lateral brasileiro Jorginho, tetracampeão mundial em 1994, cair nas graças da torcida alemã e entrar para o hall da fama do Bayer. Ele disputou 97 jogos oficiais pelo time, marcou nove gols e é adorado pelos torcedores até hoje.
Os zagueiros brasileiros Lúcio e Juan são considerados pelos torcedores do clube a melhor dupla defensiva a vestir a camisa do Bayer Leverkusen. O primeiro, contratado do Internacional-RS, defendeu a equipe por quatro anos e atuou em 122 partidas oficiais. O segundo, vindo do Flamengo, chegou ao time em 2002 e durante os cinco anos em que defendeu o time, disputou 176 jogos oficiais marcando dezesseis gols.
Michael Ballack chegou ao time alemão em 1999 e ganhou reputação nacional e mundial, sendo considerado um dos melhores meias da Europa. Ele deixou o clube em 2002, contratado pelo rival Bayern de Munique, após o fracasso na final da Liga dos Campeões e na Bundesliga, perdendo para Real Madrid e Borussia Dortmund, respectivamente. No ano em que deixou o time, Ballack ganhou também o prêmio de Melhor Jogador da Alemanha do ano.
Os meias Emerson e Zé Roberto também são ídolos da torcida alemã e considerados um dos melhores meio-campistas a defender o time. O volante defendeu o Bayer de 1997 a 2000, vindo do Grêmio e atuou em 105 partidas oficiais. Já Zé Roberto jogou pelo clube por quatro anos (1998 a 2002) e disputou 148 jogos oficiais.
O maior artilheiro da história do Bayer, o atacante Ulf Kirsten, defendeu o clube de 1990 a 2003 e marcou 222 gols em 429 partidas oficiais. Devido a sua força e cabeceio preciso, apesar de sua baixa estatura, ele chegou a ser comparado com um dos maiores ídolos da seleção alemã, o atacante Gerd Muller. Kirsten é um dos maiores atacantes a defender o clube, ao lado de Rudi Völler, tendo conquistado a Copa da Alemanha em 1993, o único título nacional do Bayer.
Um dos maiores ídolos da torcida é o meia Bernd Schneider, que atou em 366 partidas oficiais pelo Bayer e marcou 52 gols. Ele ajudou o time a conquistar o vice-campeonato da Bundesliga nas temporadas 1999/00 e 2001/02 e junto com a seleção alemã foi segundo colocado na Copa do Mundo de 2002.
O atacante Stefan Kießling que fez parte da Seleção Alemã na Copa de 2010, é o segundo maior artilheiro do Bayer com 162 gols em 444 jogos. Kießling chegou em Leverkusen em 2006, vindo do Nuremberg e se aposentou em 2018 com uma grande festa da torcida.

## Recordistas
Lista dos artilheiros e dos jogadores que mais atuaram com a camisa do Bayer Leverkusen na história (em competições oficiais). Em destaque jogadores atualmente no Clube. Atualizado em 08 de outubro de 2023.
| 1º  | Rudiger Vollborn | Goleiro       | 1982-2000 | 483 |
| 2º  | Ulf Kirsten      | Atacante      | 1990-2003 | 448 |
| 3º  | Thomas Hörster   | Defensor      | 1977-1991 | 447 |
| 4º  | Stefan Kießling  | Atacante      | 2006-2018 | 444 |
| 5º  | Carsten Ramelow  | Meio-Campista | 1996-2008 | 437 |
| 6º  | Simon Rolfes     | Meio-Campista | 2005-2015 | 377 |
| 7º  | Gonzalo Castro   | Meio-Campista | 2004-2015 | 370 |
| 8º  | Bernd Schneider  | Meio-Campista | 1999-2009 | 366 |
| 9º  | Lars Bender      | Volante       | 2009-2021 | 342 |
| 10º | Jonathan Tah     | Defensor      | 2015-2025 | 314 |

| 1º  | Ulf Kirsten        | Atacante      | 1990-2003 | 240 |
| 2º  | Stefan Kießling    | Atacante      | 2006-2018 | 162 |
| 3º  | Dimitar Berbatov   | Atacante      | 2000-2006 | 91  |
| 4º  | Herbert Waas       | Atacante      | 1982-1990 | 83  |
| 5º  | Christian Schreier | Meio-Campista | 1984-1991 | 83  |
| 6º  | Paulo Sérgio       | Atacante      | 1993-1997 | 64  |
| 7º  | Bum-Kun Cha        | Atacante      | 1983-1989 | 62  |
| 8º  | Karim Bellarabi    | Atacante      | 2011-2023 | 57  |
| 9º  | Oliver Neuville    | Atacante      | 1999-2004 | 56  |
| 10º | Andreas Thom       | Atacante      | 1989-2005 | 55  |

## Equipe do Século
| Pos | Jogador          | Período             | Reserva                                     | Período                       |
| --- | ---------------- | ------------------- | ------------------------------------------- | ----------------------------- |
| GOL | Rüdiger Vollborn | 1982–2000           | Hans-Jörg Butt                              | 2001-2007                     |
| DEF | Jorginho         | 1989–1992           | Jan Heintze Thomas Hörster Christian Wörns  | 1996-1999 1977-1991 1991-1998 |
| DEF | Jens Nowotny     | 1996–2006           | Jan Heintze Thomas Hörster Christian Wörns  | 1996-1999 1977-1991 1991-1998 |
| DEF | Lúcio            | 2001–2004           | Jan Heintze Thomas Hörster Christian Wörns  | 1996-1999 1977-1991 1991-1998 |
| DEF | Juan             | 2002–2007           | Jan Heintze Thomas Hörster Christian Wörns  | 1996-1999 1977-1991 1991-1998 |
| MEI | Bernd Schneider  | 1999–2009           | Carsten Ramelow Bernd Schuster Paulo Sérgio | 1996-2008 1993-1996 1993-1997 |
| MEI | Michael Ballack  | 1999–2002 2010–2012 | Carsten Ramelow Bernd Schuster Paulo Sérgio | 1996-2008 1993-1996 1993-1997 |
| MEI | Emerson          | 1997–2000           | Carsten Ramelow Bernd Schuster Paulo Sérgio | 1996-2008 1993-1996 1993-1997 |
| MEI | Zé Roberto       | 1998–2002           | Carsten Ramelow Bernd Schuster Paulo Sérgio | 1996-2008 1993-1996 1993-1997 |
| ATA | Ulf Kirsten      | 1990–2003           | Bum-Kun Cha                                 | 1983-1989                     |
| ATA | Rudi Völler      | 1994–1996           | Bum-Kun Cha                                 | 1983-1989                     |

| Vollborn Jorginho Nowotny Lúcio Juan Schneider Ballack Emerson Zé Roberto Kirsten Völler |

## Jogadores famosos

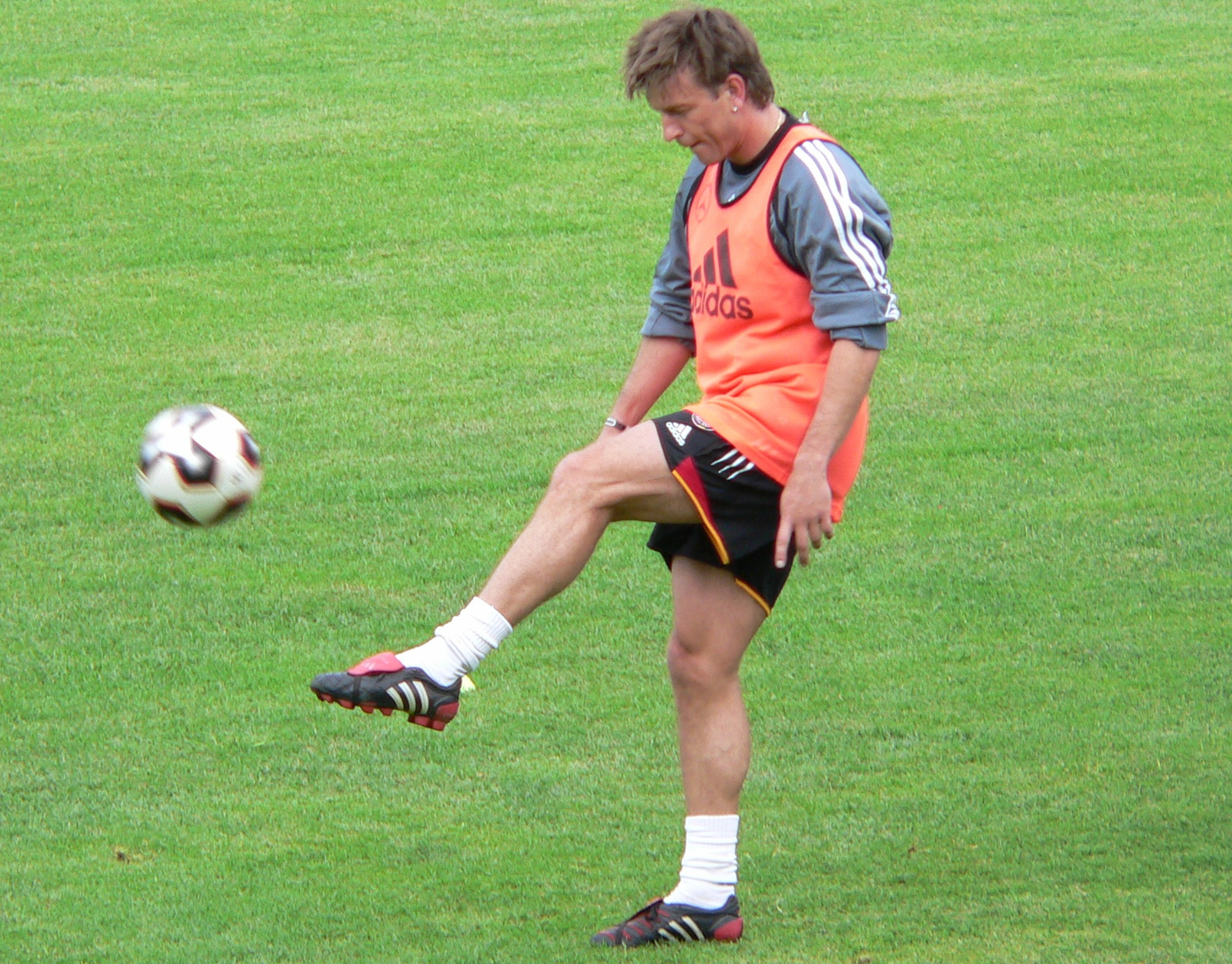
Bernd Schneider, um dos maiores ídolos da história dos "Werkself".

| - Michael Ballack - Stefan Beinlich - Thomas Brdarić - Hans-Jörg Butt - Gonzalo Castro - Clemens Fritz - Jürgen Gelsdorf - Falko Götz - Rudi Völler - Heiko Herrlich - Thomas Hörster - Stefan Kießling - Ulf Kirsten - Martin Kree - Toni Kroos - Udo Lattek - Hans-Peter Lehnhoff - Bernd Leno | - Oliver Neuville - Jens Nowotny - Carsten Ramelow - Paulo Rink - Simon Rolfes - Wolfgang Rolff - Bernd Schuster - Bernd Schneider - Christian Schreier - André Schürrle - Kai Havertz - Andreas Thom - Rüdiger Vollborn - Herbert Waas - Christian Wörns - Norbert Ziegler - Diego Placente | - Sergej Barbarez - Emerson - Jorginho - Juan - Lúcio - Paulo Sérgio - Renato Augusto - Roque Júnior - Tita - Zé Roberto - Dimitar Berbatov - Arturo Vidal - Bum-Kun Cha - Heung-min Son - Niko Kovač - Robert Kovač | - Boris Živković - Arne Larsen Økland - Jan Heintze - Landon Donovan - Frankie Hejduk - Theofanis Gekas - Erik Meijer - Ali Mousavi - Mehdi Pashazadeh - Dariush Yazdani - Javier Hernández - Andrzej Buncol - Jacek Krzynówek - Pavel Hapal - Ioan Lupescu - Yıldıray Baştürk |  |

## Treinadores (desde 1950)
Esta é a lista dos treinadores que passaram pelo Bayer Leverkusen, desde o ano de 1950.

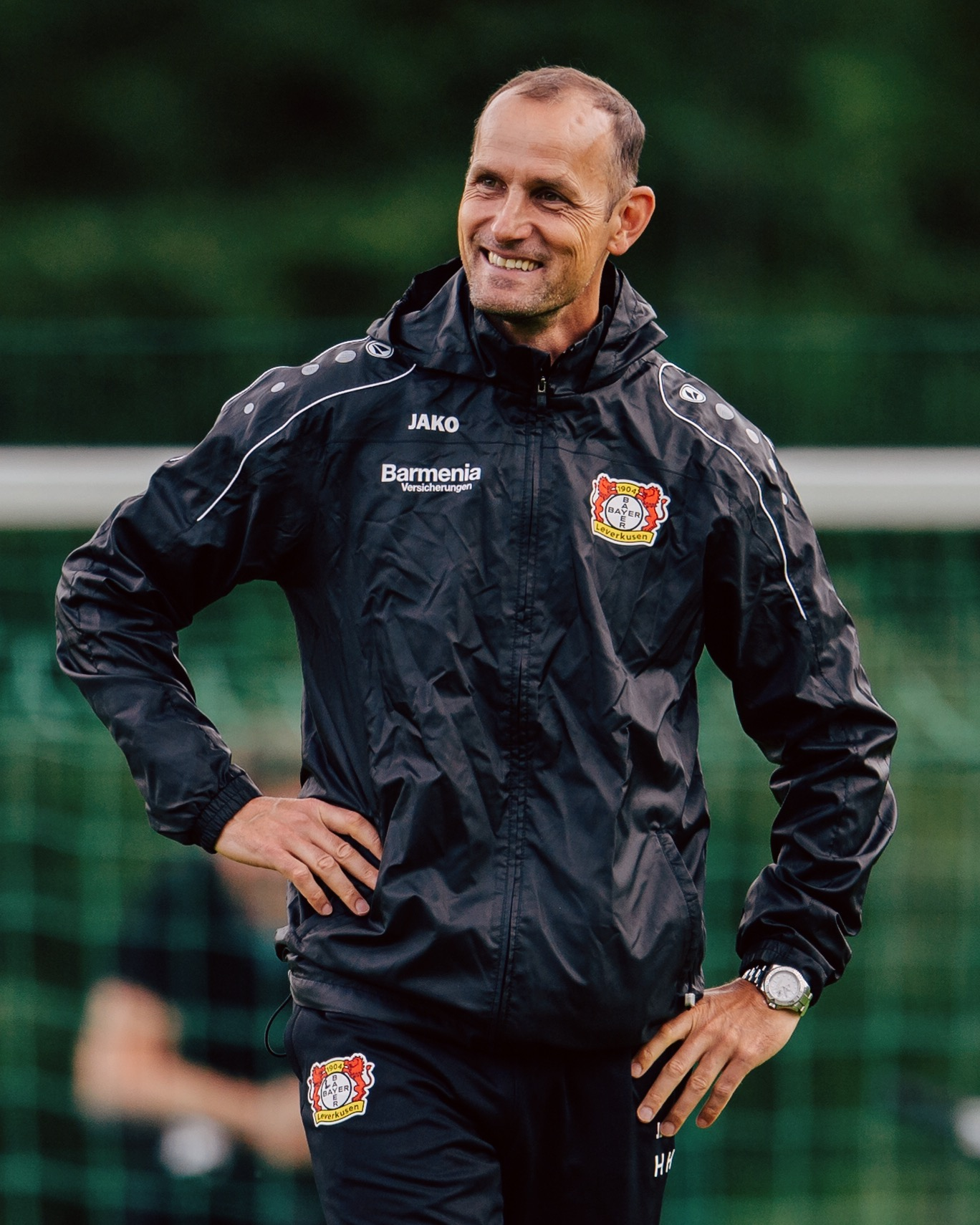
O alemão Heiko Herrlich, ex-jogador do Clube, é o atual técnico.

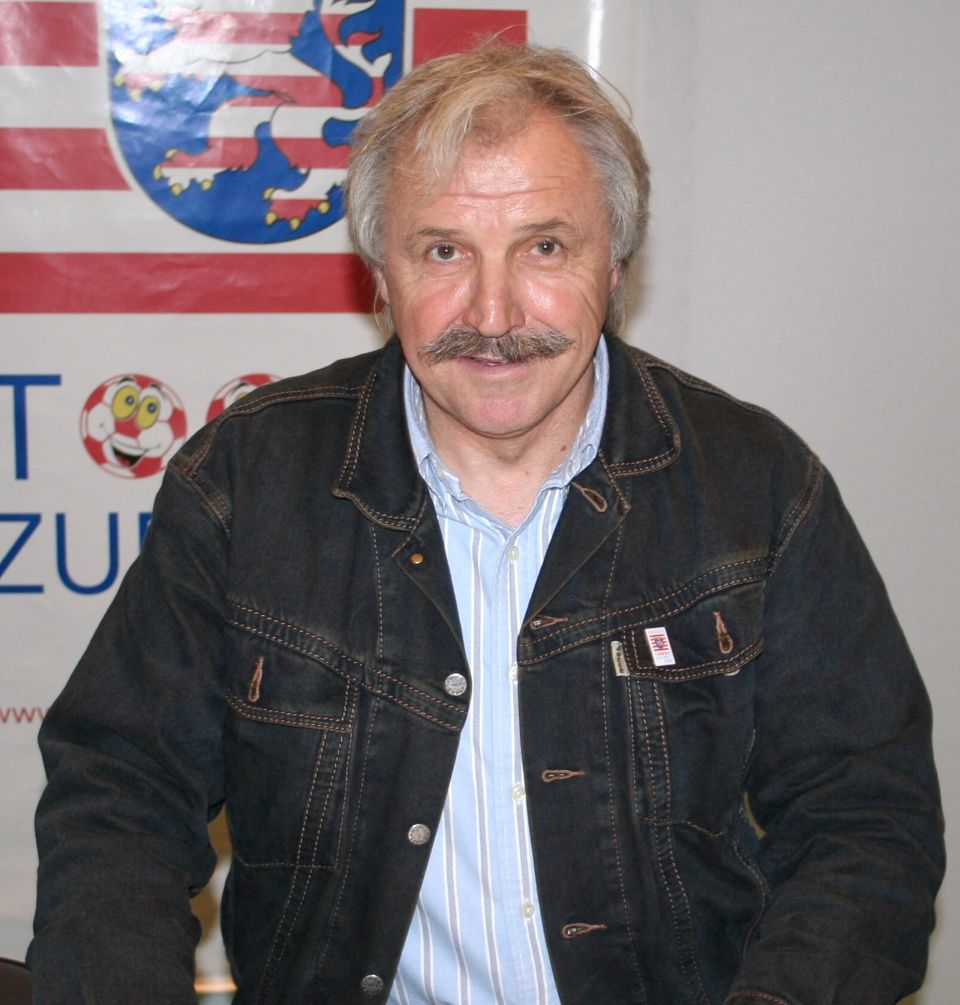
O iugoslavo, Dragoslav Stepanović, comandou o Leverkusen no título da Copa da Alemanha em 1993.

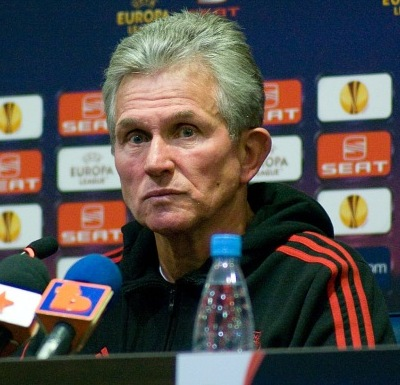
Jupp Heynckes, um dos maiores treinadores do Leverkusen.

1 ^  O Contrato de Bruno Labbadia foi encerrado mediante o pagamento de uma taxa de transferência pelo seu clube de destino, o Hamburgo.
2 ^ Sami Hyypiä só adquiriu a licença de treinador no final da temporada 2012/13. Até esta data, dirigiu a equipe como Gerente de Futebol juntamente com o treinador da base Sascha Lewandowski. Após Hyypiä assumir a equipe, Lewandowski voltou à sua função anterior no Clube.

## Sedes e estádios

### BayArena

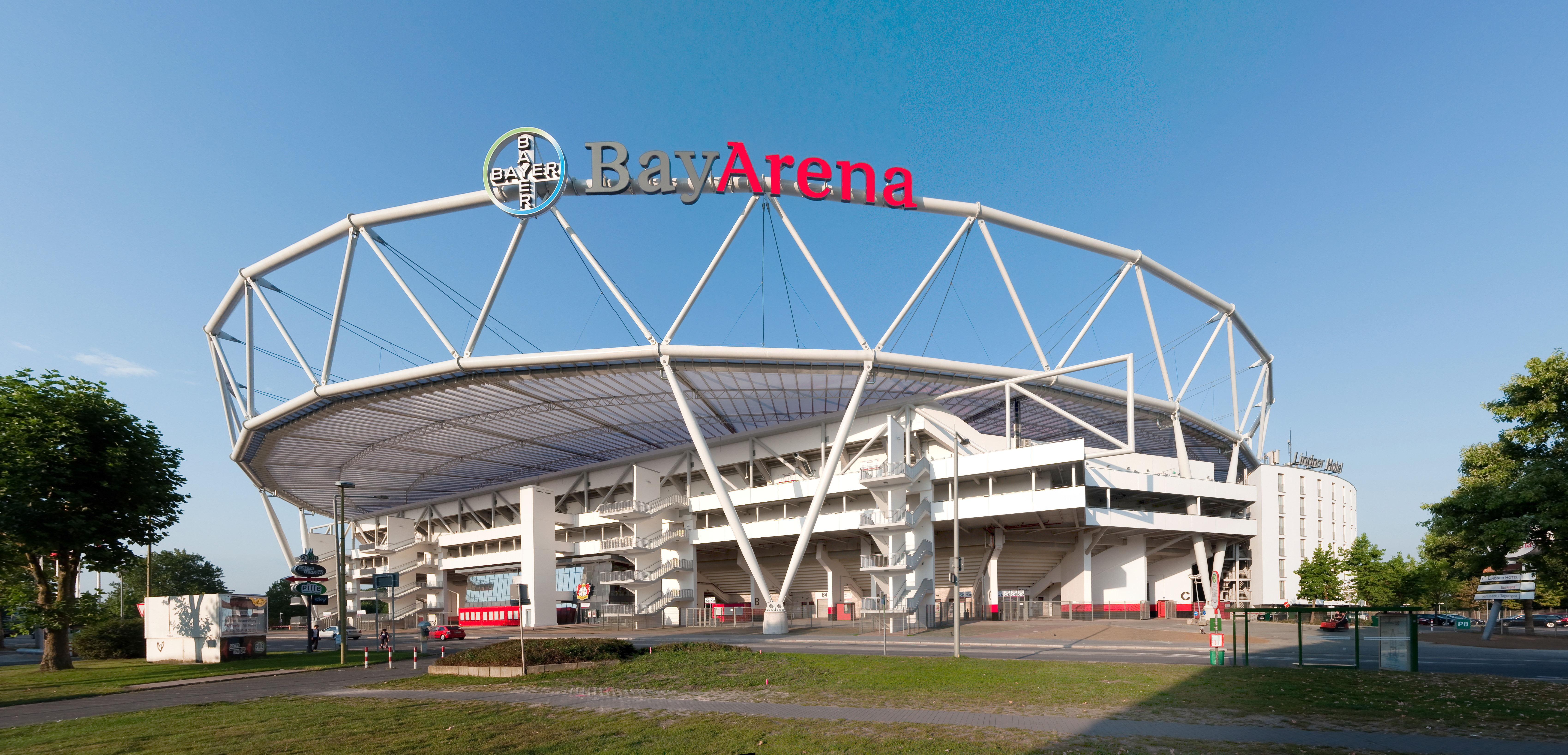
BayArena, a casa do Bayer Leverkusen.

A BayArena é a casa do Bayer Leverkusen. O estádio fica Localizado na cidade de Leverkusen e foi inaugurado em 1958 com o nome dele Ulrich-Haberland-Stadion, nome de um dos gerentes da companhia química-farmacêutica Bayer, que fundou o clube.
Em 1999 foi completada a construção de um hotel ao lado do estádio, com várias salas com vista para o campo. O Complexo construído ao lado do estadio, possui restaurantes com vista para a sala de audiência e de conferência.
No final de 2007, o estádio iniciou uma remodelação para ampliar sua capacidade para 30.210 espectadores. As obras foram finalizadas em 2009 e reinaugurada com um jogo amistoso entre Alemanha e África do Sul.

## Futebol Feminino
O time feminino do Bayer Leverkusen foi formado em 2008, mas sua história iniciou bem antes disso. O SSG 09 Bergisch Gladbach, então tradicional clube feminino e que nas décadas de 1970 e 1980, era o principal time de futebol alemão, obteve uma queda de produção na década de 1990, o que culminou com seu rebaixamento. A crise futebolística quase causou o fechamento do clube que preferiu passar todo seu plantel e estrutura para o TuS Köln (clube da cidade de Colônia, que jogou a maior parte de sua história na segunda divisão do país), mas ao longo do tempo a equipe encontrou dificuldades em fechar contratos de patrocínios.
Interessado em formar uma equipe de futebol feminino, o Bayer Leverkusen, demonstrou seu interesse e comprou os direitos do TuS Köln. Em 25 de junho de 2008, o departamento do TuS Köln juntou-se ao Bayer Leverkusen e foi oficializado o Bayer Leverkuen Frauen.
De 2003 a 2008, o Bayer disputou apenas campeonatos amadores, até a oficialização da equipe ocorrida em 2008. Na sua primeira temporada, a equipe disputou a 2.Bundeliga (segunda divisão) e terminou na 7° colocação com 6 vitórias, 7 empates, 9 derrotas e um saldo de 7 gols positivo. Já na temporada seguinte, o time sagrava-se campeão da segunda divisão, garantindo acesso ao Bundesliga, disputando assim, a elite do futebol feminino alemão pela primeira vez e em apenas dois anos de existência.
O Clube disputa a Primeira Divisão desde a temporada de 2010/11, jamais sendo rebaixado.